# Giechburg
Il Giechburg è un castello, parzialmente ricostruito, sito in cima a una collina all'interno della città di Scheßlitz nel distretto dell'Alta Franconia in Baviera, Germania.

## Storia
L'evidenza archeologica indica che questa collina fu fortificata fin dal Neolitico. Il castello venne citato per la prima volta nel 1125, e il suo possesso, da allora in poi, è stato segnato da una successione di testamenti e lasciti, scanditi da almeno un trasferimento forzato nel 1142. Il castello entrò in possesso dei principi vescovi di Bamberga nel 1390, e la sua storia da allora in poi è strettamente legata al vescovado e alla città di Bamberga. Dal 1421 al 1459, periodo di disordini legati agli Ussiti nella vicina Boemia, il castello fu ulteriormente fortificato sino ad assumere la sua forma definitiva di castello medievale con mastio.
Man mano che si sviluppò la guerra con la polvere da sparo, il Giechburg non fu più utile come caposaldo. Fu riutilizzato in modo adattativo dai principi vescovi, in particolare Johann Philipp von Gebsattel, come residenza di caccia e dai successivi principi vescovi come sede di un allevamento di cavalli. Tuttavia, con la secolarizzazione, nel 1802, il Giechburg non ebbe più un proprietario interessato alla sua manutenzione. L'ex castello fu utilizzato come cava per pietra da taglio, e divenne un rudere.
Nel 1971 il Giechburg è stato acquistato dal distretto di Bamberga e ricostruito come centro congressi e ospitalità. La segnaletica descrive la storia del castello e la topografia dell'Alta Franconia.